# Skandawa

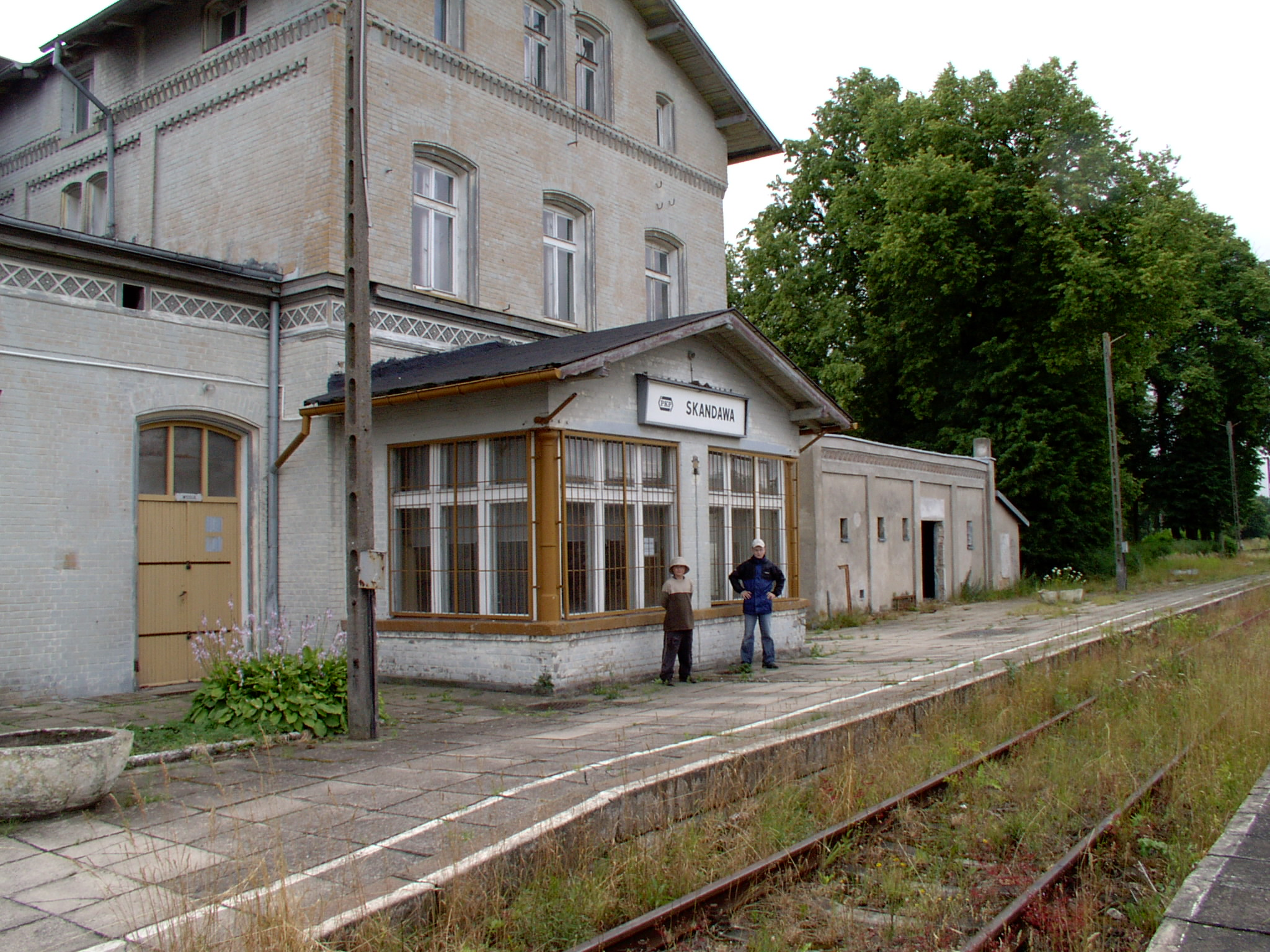
Dworzec kolejowy

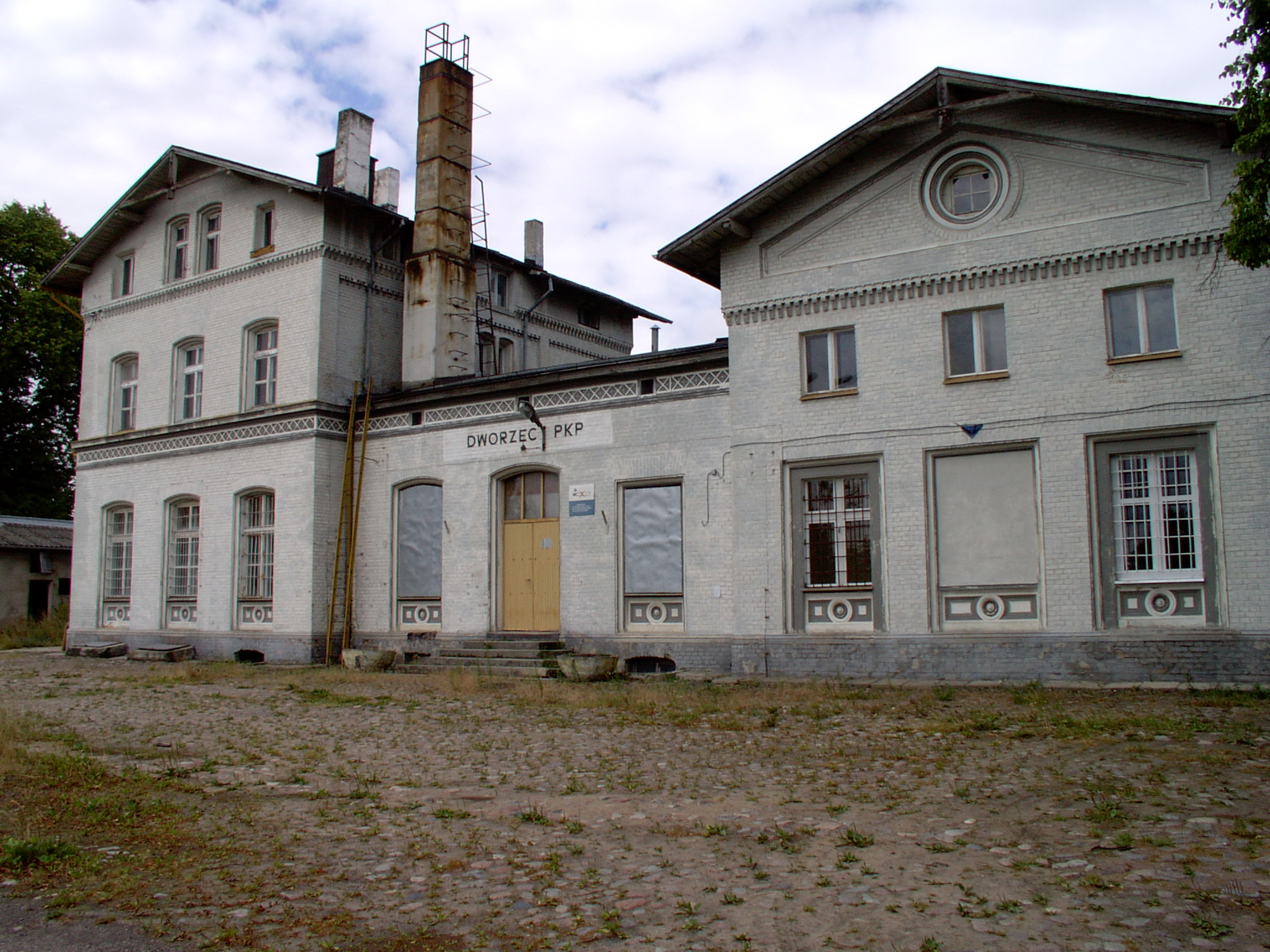
Widok od frontu

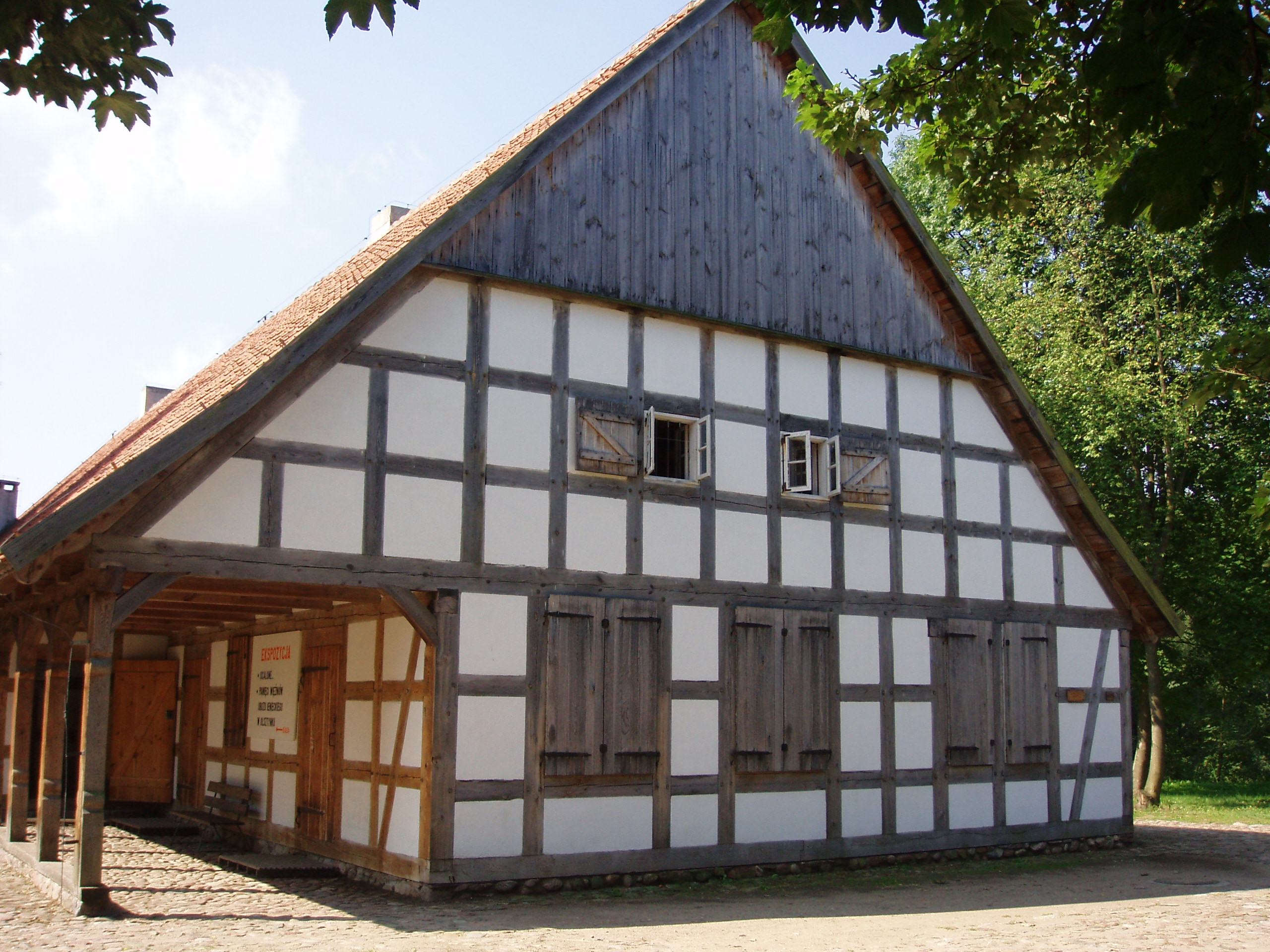
Karczma ze Skandawy w skansenie w Olsztynku

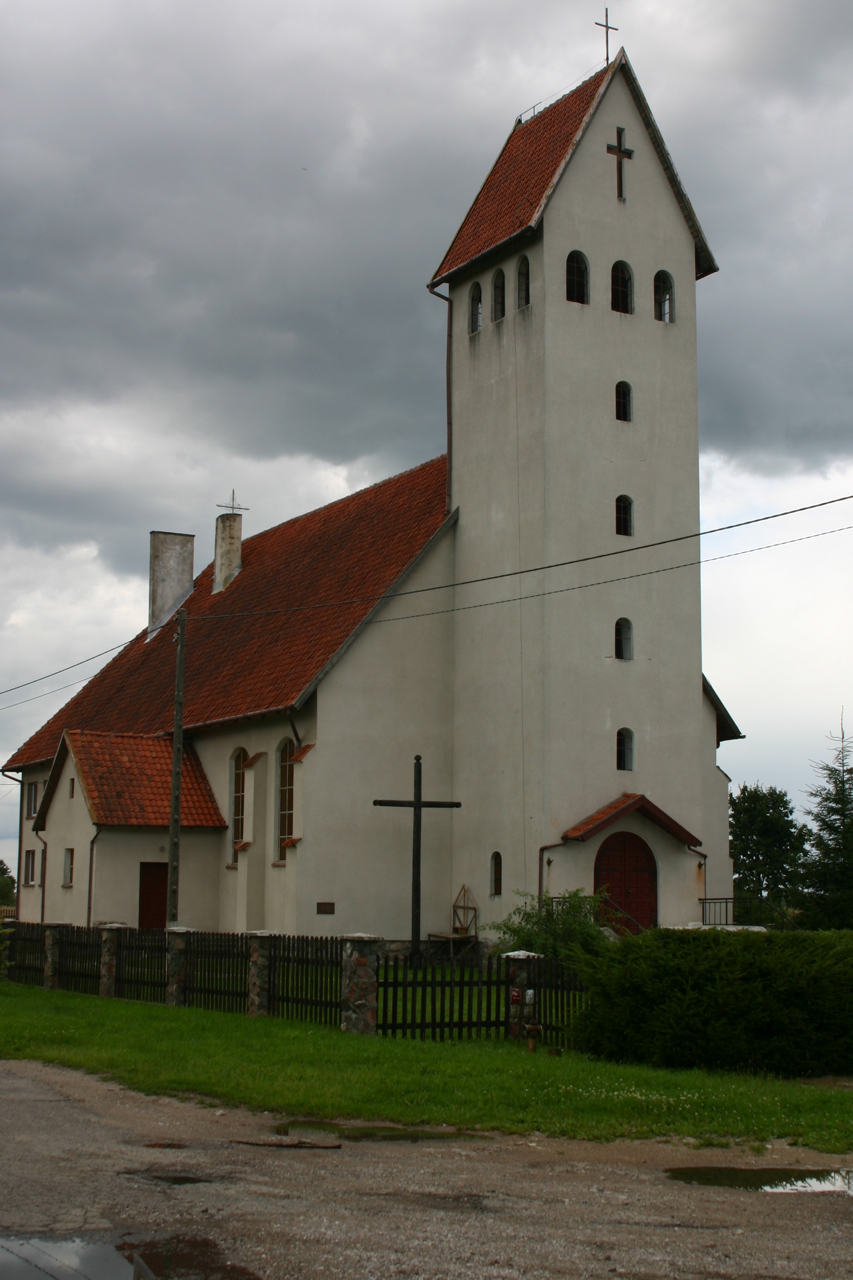
Kościół

Skandawa (do 1945 r. niem. Skandau) – wieś w Polsce położona w województwie warmińsko-mazurskim, w powiecie kętrzyńskim, w gminie Barciany. Do 1954 roku oraz w latach 1973–1977 miejscowość była siedzibą gminy Skandawa. W latach 1975–1998 miejscowość administracyjnie należała do województwa olsztyńskiego.
Przez krótki okres po 1945 miejscowość nosiła nazwę Skandowo. Skandawa, położona przy granicy z rosyjskim obwodem królewieckim, jest wsią sołecką (do sołectwa należy także Krzeczewo). We wsi znajduje się zabytkowa karczma w ruinie. Pozostałości po dawnym GS-ie (magazyny i silosy) należą do osoby prywatnej. Budynek banku, sklepów oraz baru zostały przekształcone na mieszkania. W budynku dawnej kasy mieści się obecnie centrala telefoniczna Orange (dawniej TP SA). Poczta Polska nie ma już swojej placówki (zmieniono kod pocztowy z 11-433 na 11-410). Budynek po byłej Szkole Podstawowej, kościół katolicki, przystanek PKS, hydrofornia, basen ppoż oraz strażnica Ochotniczej Straży Pożarnej.

## Historia
Wieś powstała w XIV wieku w oparciu o trzy siedliska, założone na starym terenie osadniczym Prusów, zwanym Skandaws, od imienia Skande. W latach 1335–1341 wielki mistrz krzyżacki Dietrich von Altenburg na trzech włókach założył wieś pruską z obowiązkiem jednej pruskiej służby rycerskiej. W 1364 Fritz z Wohnsdorf miał tu służbę rycerską na prawie chełmińskim. W 1364 r. Prusowie Heincke Brunserte z Barcian oraz jego brat Klause, otrzymali z nadania wielkiego mistrza Winricha von Kniprode 10 włók (to jest ok. 168 ha) na prawie chełmińskim, z obowiązkiem jednej służby zbrojnej na rzecz zamku w Barcianach. W 1375 r. bracia otrzymali kolejne 12 włók. Potomkowie tych Prusów posiadali ziemię w Skandawie jeszcze przez 200 kolejnych lat. W 1366 r. obok tego majątku, otrzymał 16 włók na prawie chełmińskim Heinrich von Etzinburg. Później osiadł tu kolejny Prus – Naubotte, a w 1425 r. kolejny na 6 włókach. W 1406 r. Prus Arnicke wystawił karczmę.
W 1467 Hans Schordemer posiadał dwie włóki na prawie magdeburskim, ponadto w tym czasie był tu majątek ziemski o powierzchni 40 włók na prawie chełmińskim. Właściciel majątku nie miał prawa osadzać na posiadłości chłopów pruskich.
Majątek ziemski w Skandawie pod koniec XV i na początku XVI wieku należał do rodu zu Eulenburg, następnie von Schlieben i później do 1945 r. do rodziny von Dönhoff. W XVI w. część Skandawy nabyli von Eglofsteinowie, właściciele Sorkwit, Warnikajm i Kraskowa.
W 1785 w Skandawie folwark i wieś miały 26 domów mieszkalnych. U schyłku XVIII w. majątek przeszedł w posiadanie rodziny von Dönhoff. Na początku XIX w. majątek ziemski w Skandawie odziedziczyła hrabina Zofia von Schwerin, z domu Dönhoff. W 1826 r. zbudowała tu dla siebie rezydencję pałacową, którą zaprojektował architekt berliński Karl Schinkel (1781–1841). Pałac otoczono parkiem krajobrazowym. W 1859 r. owdowiała hrabina podarowała w prezencie ślubnym swej siostrzenicy, Adeli von Schwerin, dwa należące do Skandawy folwarki Rodele i Dębiany, które sama odziedziczyła po Waldburgach. Po śmierci hrabiny Skandawę odziedziczyli Dönhoffowie. W 1889 r., wraz z folwarkami Oleszka, Koskajmy i Lipowo, majątek ziemski w Skandawie obejmował 1168 ha, w tym 200 ha lasów.
W 1913 r. majątek był w posiadaniu Stanisława von Dönhoffa. W tym czasie do dóbr należał także folwark Kudwiny, liczący 333 ha. Ostatnim właścicielem dóbr skandawskich był hrabia Dietrich von Dönhoff, doktor praw zamieszkujący w Bazylei. W Skandawie przebywał jego zarządca. Do Skandawy należały wówczas folwarki Oleszka i Koskajmy oraz leśniczówka w Łęknicy. W 1929 r. powierzchnia majątku wynosiła 2000 ha.
Po 1945 r. majątek ziemski przeszedł na własność PGR (6 980 ha). Jednopiętrowy pałac klasycystyczny wybudowany w latach 1826–1828 według projektu Karla Schinkla, został spalony przez żołnierzy radzieckich w 1945. Zachowały się pozostałości zabudowań folwarcznych oraz pozostałości parku dworskiego.
Po tymczasowym rozgraniczeniu b. Prus Wschodnich w umowie granicznej 16 sierpnia 1945 r. ekipa starostwa organizującego powiat gierdawski przeniosła się na polską stronę linii delimitacyjnej do Skandawy (siedzibę miał tu starosta). Sytuacja co do przyszłości wyżej wymienionego powiatu w tym czasie była jeszcze niejasna. Ekspozyturę starostwa gierdawskiego zlikwidowano 30 listopada 1946, a część powiatu gierdawskiego leżącą po polskiej stronie granicy włączono 1 stycznia 1947 do powiatu kętrzyńskiego.
W Skandawie Gminną Radę Narodową utworzono 23 kwietnia 1947. W latach 1954–1973 wieś była siedzibą Gromadzkiej Rady Narodowej. Funkcję przewodniczących GRN pełnili: Władysław Bronikowski, Jan Chodara, Franciszek Chodoniuk (dwie kadencje) i Tadeusz Kamiński. Ochotnicza Straż Pożarna w Skandawie powstała w 1956 (Jest najmłodszą jednostką OSP w gminie Barciany). W 1960 obszar gromady wynosił 100,6 km², na którym było 2753 mieszkańców. W 1967 r. wybudowano we wsi ośrodek zdrowia. Skandawa była siedzibą gminy w latach 1973–1977. Po likwidacji gminy 10 sołectw włączono do gminy Barciany, a sołectwo Lwowiec do gminy Sępopol.
W 1970 w Skandawie mieszkało 267 osób. Funkcjonowała tu ośmioklasowa szkoła podstawowa, punkt biblioteczny i dzieciniec. Sala kinowa na 100 osób obsługiwana była przez kino objazdowe z Kętrzyna. W 1973 r. Skandawa została siedzibą gminy, w skład której weszło 11 sołectw z 41 miejscowościami. 1 lipca 1974 r. na obszarze 6980 ha funkcjonującego w Skandawie PGR utworzono Przedsiębiorstwo Gospodarki Rolnej, wchodzące w skład Kętrzyńskiego Zjednoczenia Rolniczo-Przemysłowego. W 1977 r. zniesiono gminę Skandawa, włączając 10 sołectw do gminy Barciany a sołectwo Lwowiec do gminy Sępopol.
W roku 2007 jedyną placówką oświatową w Skandawie pozostała klasa „0” i ośrodek przedszkolny w budynku dawnej szkoły. W 2007 Skandawa jest sołectwem do którego należy również wieś Krzeczewo.

## Kolej
W Skandawie znajduje się stacja kolejowa i zabytkowy budynek dworcowy. Obecnie nie ma już pociągów osobowych w rozkładzie jazdy. Teraz mieści się tu posterunek Straży Granicznej. Pierwszy pociąg przejechał linią przez Skandawę w grudniu 1871. Żołnierze radzieccy, którzy zapuścili się tu w 1945, rozszabrowali torowiska, a co się dało, łącznie z wagonami i parowozami, wywieźli jako łup wojenny. Później władze Polski na nowo zaczęły układać szyny, bo trasa Legnica – Wrocław – Poznań – Toruń – Olsztyn – Korsze – Skandawa – granica państwa, a dalej Żeleznodorożnyj okazała się strategiczna, głównie dla strony radzieckiej (względy militarne i gospodarcze).

## Zabytki
- Karczma, budowana z pruskiego muru, z podcieniami od strony mieszkalnej. Została wykonana replika, która znajduje się w Muzeum Budownictwa Ludowego w Olsztynku. Karczma powstała w okresie Oświecenia i składała się z dwóch części: mieszkalne i wozowni. Od strony mieszkalne zachowały się oryginalne podcienia na drewnianych, profilowanych słupach.
- Resztki przypałacowego parku o charakterze krajobrazowym. W miejscu dawnego pałacu, spalonego w 1945 roku, stoi szkoła, również obecnie (2024) nieczynna.
- Zabudowania folwarczne z wielkim silosem zbożowym i ryglowymi stajniami[5]
- Za wsią, przy szosie do Lipicy, zabytkowy cmentarz wiejski z XIX w.

## Kościół i parafia
We wsi w latach 1983–1987 wybudowano kościół pod wezwaniem św. Wojciecha. Kościół filialny w Skandawie należy do parafii w Momajnach pod wezwaniem św. Piotra Apostoła. Parafia ta należy do Dekanatu Kętrzyn II. Kościół wybudowany staraniem proboszcza Jerzego Szymerowskiego wg projektu Bogusława Długosza i Leszka Palińskiego, w jednym budynku mieści również plebanię.